# Religionsfreiheit in Ungarn
Religionsfreiheit in Ungarn  wird durch die Verfassung garantiert. Nach dem Zusammenbruch der autoritären Herrschaft der Kommunistischen Partei Ungarns herrschte in Ungarn ein vergleichsweise hohes Maß an Religions- und Weltanschauungsfreiheit. Seit den 2010er Jahren ist die Religions- und Weltanschauungsfreiheit jedoch durch die Politik der „Illiberalen Demokratie“ unter Druck geraten.

## Normierung

### Verfassungsrechtlicher Rahmen
Die konsolidierte Fassung des ungarischen Grundgesetzes von 2011 mit dem Stand 2024 zwölf Änderungen des Grundgesetzes enthält in Art. VII die folgenden Bestimmungen zur Religions- und Weltanschauungsfreiheit:
„(1) Jede Person hat das Recht auf Gedanken-, Gewissens- und Religionsfreiheit. Dieses Recht schließt die Freiheit ein, seine Religion oder eine andere Weltanschauung zu wählen oder zu wechseln, sowie die Freiheit eines jeden, seine Religion oder eine andere Weltanschauung durch religiöse Handlungen, Riten oder auf andere Weise zu bekennen, nicht zu bekennen, auszuüben oder zu lehren, sei es allein oder gemeinsam mit anderen, sei es im öffentlichen oder im privaten Leben.
(2) Menschen, die dieselben Glaubensgrundsätze teilen, können zur Ausübung ihrer Religion Religionsgemeinschaften gründen, die in der Organisationsform arbeiten, die in einem Kardinalgesetz näher geregelt ist.
(3) Der Staat und die Religionsgemeinschaften agieren getrennt. Die Religionsgemeinschaften sind selbständig.
(4) Der Staat und die Religionsgemeinschaften können zusammenarbeiten, um gemeinschaftliche Ziele zu erreichen. Auf Antrag einer Religionsgemeinschaft entscheidet die Nationalversammlung über eine solche Zusammenarbeit. Die Religionsgemeinschaften, die sich an einer solchen Zusammenarbeit beteiligen, sind als anerkannte Kirchen tätig. Der Staat gewährt den anerkannten Kirchen besondere Privilegien hinsichtlich ihrer Beteiligung an der Erfüllung von Aufgaben, die der Verwirklichung von Gemeinschaftszielen dienen.

(5) Die gemeinsamen Vorschriften über die Religionsgemeinschaften sowie die Voraussetzungen für die Zusammenarbeit, die anerkannten Kirchen und die näheren Vorschriften über die anerkannten Kirchen werden durch ein Kardinalgesetz festgelegt.“

### Völkerrechtlicher Rahmen
Ungarn hat den Internationalen Pakt über bürgerliche und politische Rechte am 25. März 1969 unterzeichnet und am 17. Januar 1974 ratifiziert, der unter Artikel 18 das Recht auf Gedanken-, Gewissens- und Religionsfreiheit ausformuliert.

## Geschichte
Während der autoritären kommunistischen Herrschaft wurde die Religionsfreiheit in Ungarn stark eingeschränkt. Formell wurde in Ungarn nach der kommunistischen Machtübernahme die Religionsfreiheit zwar garantiert. Die stalinistische Verfassung von 1949 garantierte allen Staatsbürgern in §54 Abs. 1 dem Wortlaut nach "die Freiheit des Gewissens und der Religionsausübung". In der revidierten Verfassung von 1972 regelte analog §63 Abs. 1 die Frage der individuellen Religionsfreiheit. Insgesamt waren in dem diktatorischen System in der Praxis jedoch die Freiheitsrechte stark eingeschränkt. Trotz einer Anerkennung der Religionsfreiheit auf dem Papier, herrschte während der Zeit der autoritären Herrschaft der kommunistischen Partei eine sozialistische Kirchenfeindlichkeit, die zu einer Entkirchlichung und Entkonfessionalisierung führten.
Nach dem Fall des Eisernen Vorhangs 1989 wurde im Hinblick auf die Registrierung von Religionsgemeinschaften eine Praxis etabliert, die es für Religionsgemeinschaften vergleichsweise leicht durchführbar machte, sich registrieren zu lassen. Die Registrierung fand auf der kommunalen Ebene statt.
Seit den 2010er Jahren hat sich die Lage der Religionsfreiheit im Zuge der Politik einer „Illiberalen Demokratie“ unter Viktor Orbán nach der Einschätzung von unabhängigen Experten jedoch wieder etwas verschlechtert.